# Rhynchocypris percnurus
Rhynchocypris percnurus là một loài cá vây tia trong Họ Cá chép. Nó được tìm thấy ở Belarus, Estonia, Đức, Latvia, Litva, Ba Lan, Nga, và Ukraina.

## Hình ảnh

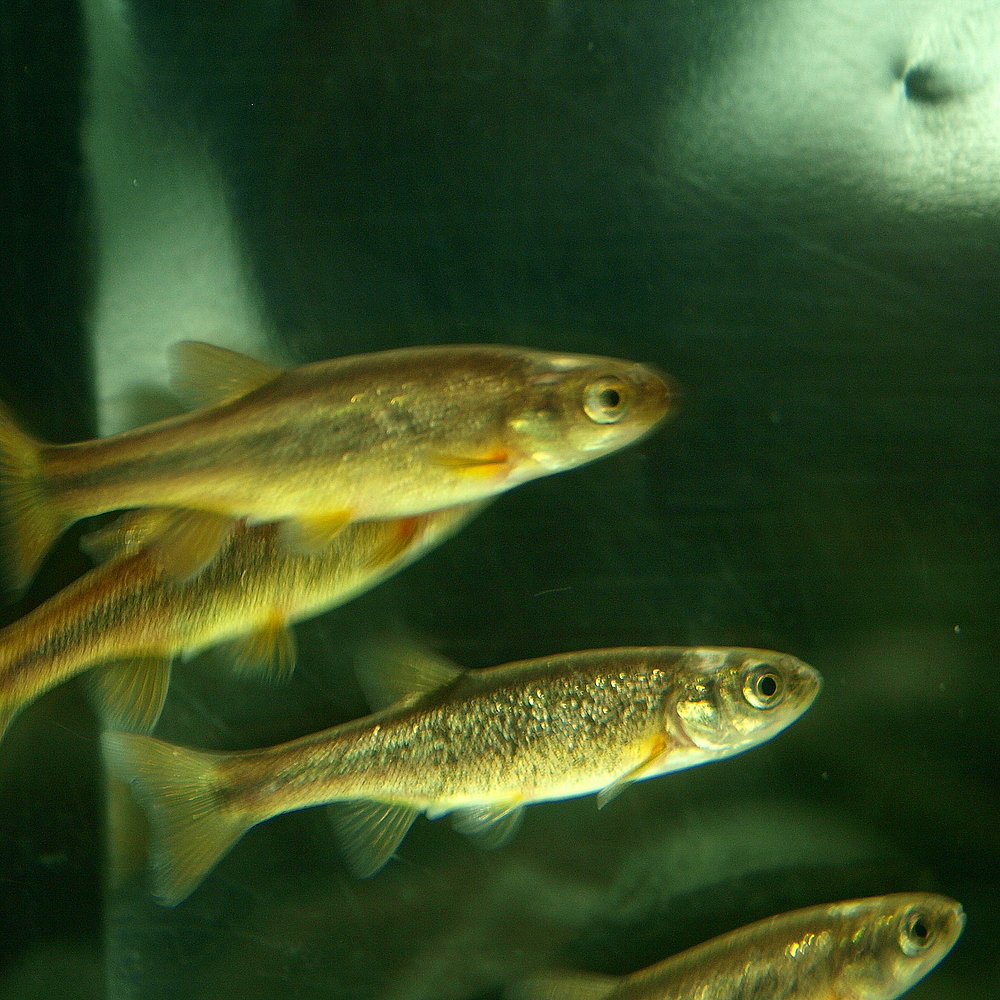